# Galphimia montana
Galphimia montana là một loài thực vật có hoa trong họ Malpighiaceae. Loài này được (Rose) Nied. mô tả khoa học đầu tiên năm 1928.